# توماس میچل (کاوشگر)
سِر توماس لیوینگستون میچل (Sir Thomas Livingstone Mitchell) (زادهٔ ۱۵ ژوئن ۱۷۹۲ – درگذشتهٔ ۵ اکتبر ۱۸۵۵)، نقشه‌بردار و کاوشگر استرالیای جنوب‌شرقی، در گرنجموث در استرلنگ‌شایر، اسکاتلند به‌دنیا آمد. در ۱۸۲۷ میلادی، او به عنوان دستیار نقشه‌بردار کل نیو ساوت ولز گماشته شد. سال بعدی، او نقشه‌بردار کل شده و تا هنگام مرگ خود در این سمت باقی ماند. میچل برای کارهای که در راستای نقشه‌برداری استرالیا انجام داده بود، در ۱۸۳۹ میلادی لقب اشرافی شوالیه را به‌دست آورد.

## اوایل زندگی
توماس میچل در ۱۵ ژوئن ۱۷۹۲ در اسکاتلند زادهٔ شد، فرزند جان میچل اهل کارون ورکس بود و از ایام کودکی توسط دایی خود، توماس لیوینگستون اهل پارک‌هال، استرلنگ‌شایر بزرگ شد.

## جنگ شبه‌جزیره
پس از مرگ دایی خود، او هنگامی که سیزده سال عمر داشت، به عنوان داوطلب به ارتش بریتانیا در پرتغال ملحق شده و در جنگ شبه‌جزیره شرکت کرد. در ۲۴ ژوئن ۱۸۱۱، به عمر نزده سالگی، او نخستین مأموریت رسمی خود را به عنوان ستوان دوم در گردان یکم تیپ ۹۵ام تفنگداران (بعداً تیپ تفنگ/کت سبزهای سلطنتی) دریافت نمود. با استفاده از مهارت خود به عنوان یک نقشه‌کش بسیار ماهر، بعضاً او در اداره کل کارپردازی ارتش تحت هدایت سِر جورج موری توظیف می‌گردید. او در هنگام یورش به قلعه‌های سیوداد رودریگو، باداخوس و سان سباستیان و همچنین در نبردهای سالامانکا و پیرنه حضور داشت. متعاقباً، او مدال خدمت در ارتش را دریافت نمود که دارای خط‌های افقی بوده و نشان‌دهنده تعداد نبردهای او بود.
زمانی که جنگ به پایان رسید، از میچل خواسته شد تا برای چهار سال در اسپانیا و پرتغال بماند و نقشه‌های میدان‌های جنگ را برای انبار نظامی تکمیل نماید. وظایف وی همچنین شامل اتمام چندین نقشه‌برداری مهم بود که اتمام آن قبلاً به علت جریان داشتن جنگ در آن منطقه، غیرممکن بود. در ۱۰ ژوئن ۱۸۱۸، هنگامی که میچل هنوز در این سمت بود، با ماری بلانت (دختر ژنرال ریچارد بلانت) در لیسبون ازدواج نموده و به یک گروهان در فوج ۵۴ام ترفیع نمود.
در تابستان ۱۸۱۹، او به بریتانیا بازگشته و وقت خود را کاملاً به اتمام نقاشی‌ها وقف کرد، اما بنا بر قطع شدن یارانه‌های حکومت او مجبور شد این کار را متوقف نماید. کاهش تأسیسات نظامی پس از خروج ارتش اشغالی از فرانسه، میچل را مجبور کرد تا به‌طور نیمه-وقت کار کند. این کار مدت‌ها بعد، زمانی که میچل در میان سال‌های ۱۸۳۸ و ۱۸۴۰ در لندن به‌سر می‌برد، به اتمام رسید. نقاشی‌های تکمیل شده توسط جغرافی‌دان مقیم لندن، جیمز ویلد در ۱۸۴۱ میلادی تحت عنوان کتاب نقشه‌های جغرافیایی حاوی نبردهای اصلی، محاصره‌ها و رویدادهای جنگ شبه‌جزیره به چاپ رسید. این نقاشی‌ها که کیفیت بسیار بالایی دارند، منبع اصلی برای توپوگرافی جنگ شبه‌جزیره هستند.

## نیو ساوت ولز

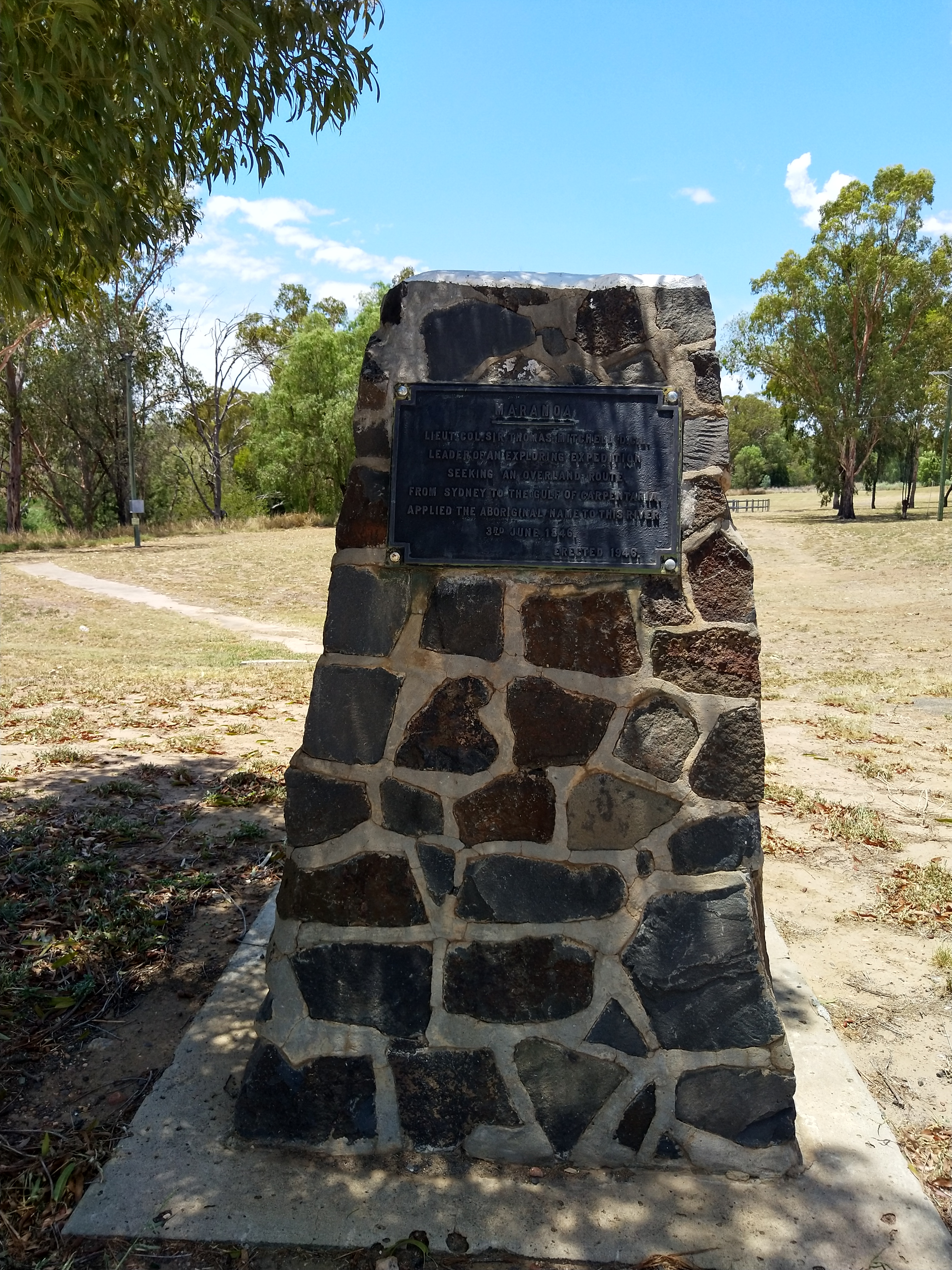
بنای یادبود صدمین سالگرد بزرگداشت توماس میچل در سال ۱۹۴۶ در نزدیکی رودخانه مارانوآ قرار داده شد.

میچل در ۱۸۲۷ میلادی با حمایت سِر جورج موری به عنوان دستیار نقشه‌بردار کل نیو ساوت ولز گماشته شده و این حق به او داده شد تا جانشین جان اکسلی شود. اکسلی سال بعدی وفات کرد و میچل در ۲۷ می ۱۸۲۸، نقشه‌بردار کل شد. در این سمت خود، او کارهای زیادی برای بهبود کیفیت و دقت نقشه‌برداری انجام داد – کار حیاتی در مستعمرهٔ که قطعات بزرگ زمین جدیداً ایجاد شده و به ساکنین جدید به فروش می‌رسید. یکی از نخستین جاده‌های که تحت رهبری او ساخته شد، جاده بزرگ شمالی بود که در میان سال‌های ۱۸۲۶ و ۱۸۳۶ توسط کارگران اجباری ساخته شده و سیدنی را به منطقه هانتر وصل می‌کرد. جاده بزرگ جنوبی (حالا به آزادراه هیوم تغییر نام داده شده‌است) که نیز توسط کارگر اجباری ساخته شد، سیدنی و گولبورن را با هم وصل می‌کرد. او یادداشت «کارهای که در جاده‌سازی و کارهای عمومی تا ۱۸۵۵ میلادی در نیو ساوت ولز انجام داده بود» را حفظ می‌کرد، از جمله رسامی‌ها و برنامه‌های سیدنی، ایمو پلینز، کوه‌های آبی، گذرگاه وکتوریا، جاده‌های منتهی به باتورست، ویزمنز فیری و مردمان بومی استرالیا.
میچل، هنگامی که به عنوان نقشه‌بردار کل خدمت می‌کرد، نقشه‌ها و برنامه‌های سیدنی از جمله دارلینگ پوینت، پوینت پایپر، شهر و بندرگاه جکسون را نیز به اتمام رساند. در ۱۸۳۴ میلادی، به او وظیفه سپرده شد تا نقشه نزده شهرستان را نقشه‌برداری نماید. نقشه‌ای که او ترتیب داد به حدی با مهارت و دقت انجام شده بود که به‌خاطر آن، لقب اشرافیه شوالیه به او داده شد. در همین ایام، تصویری از میچل که او را در اونیفورم سرگرد تیپ تفنگداران یکم، هنگ ۹۵ام نشان داده و با سوتی که برای تحرکات قوا استفاده می‌شد به کمال رسیده بود، نیز نقاشی شد.
در جریان خدمت در نیو ساوت ولز، میچل چهار سفر اکتشافی نقشه‌برداری را که از نظر تاریخی قابل‌توجه و گسترده بود در مناطق داخلی شرق استرالیا انجام داد.

### سفر اکتشافی نخست
در ۱۸۳۱ میلادی، یک مجرم فراری به‌نام جورج کلارک «سلمان» (بنای یادبود وی در حومه باربرز لاگون، بوگابری، نیو ساوت ولز موجود است)، کسی که برای چندین سال با بومیان جزیره استرالیا (مردمان کامیلاروی) زندگی کرده بود، ادعا نمود که یک رود بزرگ به‌نام کیندر از رشته‌کوه‌های لیورپول در نیو ساوت ولز به‌سوی دریا جریان دارد. چارلز استورت باور داشت که سیستم زهکشی مورای-دارلینگ، سیستم اصلی زهکشی نیو ساوت ولز را تشکیل می‌دهد و میچل می‌خواست استورت را غلط ثابت کند. میچل یک سفر اکتشافی را که متشکل از خود وی، دستیار نقشه‌بردار جرج بویل وایت و ۱۵ مجرم که در صورت رفتار خوب وعده بخشش به آنها داده شده بود، راه اندازی نمود. میچل ۲۰ گوساله نر، سه گاری چهار-چرخه سنگین، سه گاری سبک و نُه اسب را برای انتقال تدارکات با خود گرفته و در ۲۴ نوامبر ۱۸۳۱ میلادی سفر خود را آغاز نمود تا این ادعا را تحقیق نماید. پس از رسیدن به ولومبی در هانتر ولی، دستیار نقشه‌بردار محلی به‌نام هینیج فینچ نیز ابراز علاقه نمود تا به این سفر اکتشافی بپیوندد و میچل نیز پیوستن او را تأیید کرد، اما به این شرط که تدارکات اضافی مورد نیاز را به‌دست آورده و بعداً به سفر بپیوندد.
سفر اکتشافی به سمت شمال ادامه یافته و در ۵ دسامبر از رشته کوه‌های لیورپول بالا رفتند، در آنجا آنها قبیلهٔ بومی جزیره استرالیا را یافتند که از خانه اصلی خود در هانتر ولی فرار کرده بودند و از بیماری که ظاهراً آبله به‌نظر می‌رسید، رنج می‌بردند. سفر اکتشافی در ۸ دسامبر به کوئیریندی و در ۱۱ دسامبر به ایستگاه والامول در تامورت که در آن زمان شمالی‌ترین زیستگاه مردان سفیدپوست بود، رسید.
میچل سفر خود به‌سوی شمال را در قلمرویی که هنوز مستعمره نشده بود، ادامه داد و یک مرد گامیلارای (بومیان جزیره استرالیا) به‌نام «آقای براون» راهنمای آنها بود. در اواسط دسامبر، آنها بقایای یک حصار دام و کلبه‌ای که توسط جرج کلارک و همکاران بومی وی ساخته شده بود را در منطقه‌ای که حالا موسوم به بوگابری است، یافتند. تا اوایل ژانویه ۱۸۳۲، گروه میچل در امتداد رود ناموی در حال سفر بودند، اما آقای براون در این مرحله آنها را تنها گذاشته بود. گروه میچل بدون اینکه راهنمای داشته باشند، به حرکت خود سمت شمال ادامه داده و در اواسط ژانویه توانستند به رود گویدیر برسند، جاییکه آنها یک روستای کوچک از مردمان بومی را یافتند که کلبه‌های آنها دارای بام‌های مخروطی شکل بود. آنها به امتداد رود گویدیر به سمت غرب ادامه دادند و تا اواخر ماه به رود باروان رسیدند. میچل به‌طور صحیح نتیجه‌گیری نمود که رود باروان به سمت رود دارلینگ امتداد می‌یابد و تصمیم گرفت تا دیگر جلو نرود.
در این مرحله، فینچ در نهایت به گروه اصلی پیوست. فینچ به آنها خبر رساند که تدارکاتی که او به‌دست آورده بود توسط مردمان بومی در گورولی غارت شدند. دو مردی که او برای محافظت از تدارکات گذاشته بود نیز کشته شده بودند. تأثیر مستقیم این خبر این بود که میچل تصمیم گرفت تا سفر اکتشافی را ترک نموده و به جنوب بازگردد. گروه از راهی‌که رفته بودند دوباره بازگشتند اما در مسیر راه با گروه‌های بزرگی از مردمان بومی جزیره استرالیا، کنش‌های شدید اما صلح‌آمیز داشتند. آنها در ۱۸ فوریه به گورولی رسیدند، جاییکه میچل جسد دو مرد کشته شده را دفن نموده و توانسته بود برخی تجهیزات را نجات دهد. مردمان بومی که مرتکب قتل دو مرد شده بودند، در تلاشی برای استمالت از جرم خود، به گروه متوصل شده و نیزه‌های خود را به زمین گذاشته و زنان را برای مردان میچل پیشکش کردند. میچل پیشکش آنها را رد کرد اما راهنمایی آنها در رابطه موجودیت به یک راه برگشت سهل به رود ناموی را پذیرفت. میچل پس از اینکه به والامول بازگشت، وایت را به عنوان رهبری گروه اصلی گماشته و خود به‌طور شتابان به سیدنی برگشت. او به این باور رسید که ادعای کلارک در مورد رود کیندور واقعیت ندارد. چهارده سال بعد، میچل افشا کرد که مجرمین با زنان بومی وارد رابطه جنسی شده بودند.